# Viared
Viared är en bebyggelse i Torpa socken väster om Borås som numera främst är ett industriområde längs Riksväg 40 med Viareds sommarstad i norr vid Viaredssjöns södra sida. Även Borås flygplats finns här sedan länge, med bland annat Borås segelflygklubb, vilken räknar sig som Sveriges näst största. I trakten återfinns även restaurang- och konferensanläggningen Bruket i Wiared.  
Ellos har sina lokaler här, liksom Volvo Bussar med chassitillverkning.   
Viareds museum är ett större privat museum med 11 000 föremål från trakten och dess historia.
Bebyggelsen har tidigare av SCB klassats som en del av tätorten Borås, men räknades 2015 som en del av tätorten Sandared, Sjömarken och Viared från 2018 Sjömarken och Viared. Bebyggelsen norr om Riksväg 40 var före 2015 av SCB klassad som en separat småort benämnd Viared och Lund som även den från 2015 klassas som en del av tätorten Sandared, Sjömarken och Viared.